# Сан-Поло-Матезе
Сан-Поло-Матезе (італ. San Polo Matese) — муніципалітет в Італії, у регіоні Молізе,  провінція Кампобассо.
Сан-Поло-Матезе розташований на відстані близько 175 км на схід від Рима, 18 км на південний захід від Кампобассо.
Населення — 473 особи (2014).

## Демографія
Населення за роками:

Станом на 1 січня 2023 року в муніципалітеті офіційно проживало 18 іноземців з 9 країн, серед них 5 громадян країн Євросоюзу.

## Сусідні муніципалітети
- Бояно
- Кампок'яро
- Колле-д'Анкізе
- Сан-Грегоріо-Матезе